# Place Nelson-Mandela (Kinshasa)
Pour les articles homonymes, voir Place Nelson-Mandela.
La place Nelson-Mandela est un monument en colombe symbole de la paix et de la liberté  qui été érigé sur le boulevard du 30 juin au croisement de l’avenue de la Libération (ex-24 novembre). Ce rond-point a même porté le nom de l’ancien président de l’Afrique du Sud. Actuellement, l’œuvre a été délocalisée et est placée non loin du collège Boboto au croisement de l'Avenue de Kisangani (prolongement de 24 Novembre) et de l'Avenue de la Justice.

## Historique
l'œuvre a été créée en aout 1991 à la suite d'un concours organisé en faveur de Mandela qui avait fait un voyage au zaïre après ses 27 ans de prison dont 18 sur l'ile-prison de Robben Island. il venait remercier les zairois pour leur soutien pendant toutes ces années de détention.
L’auteur de cette œuvre, l’artiste plasticien Christophe Meko Bisengo, affirme qu’il a conçue son œuvre pour immortaliser le combat pour la paix qu’a mené le leader sud-africain Nelson Mandela.